# Pedro López de Gámiz
Pedro López de Gámiz fue un escultor español (Barbadillo del Pez, Burgos, 1528 - Miranda de Ebro, 1588).

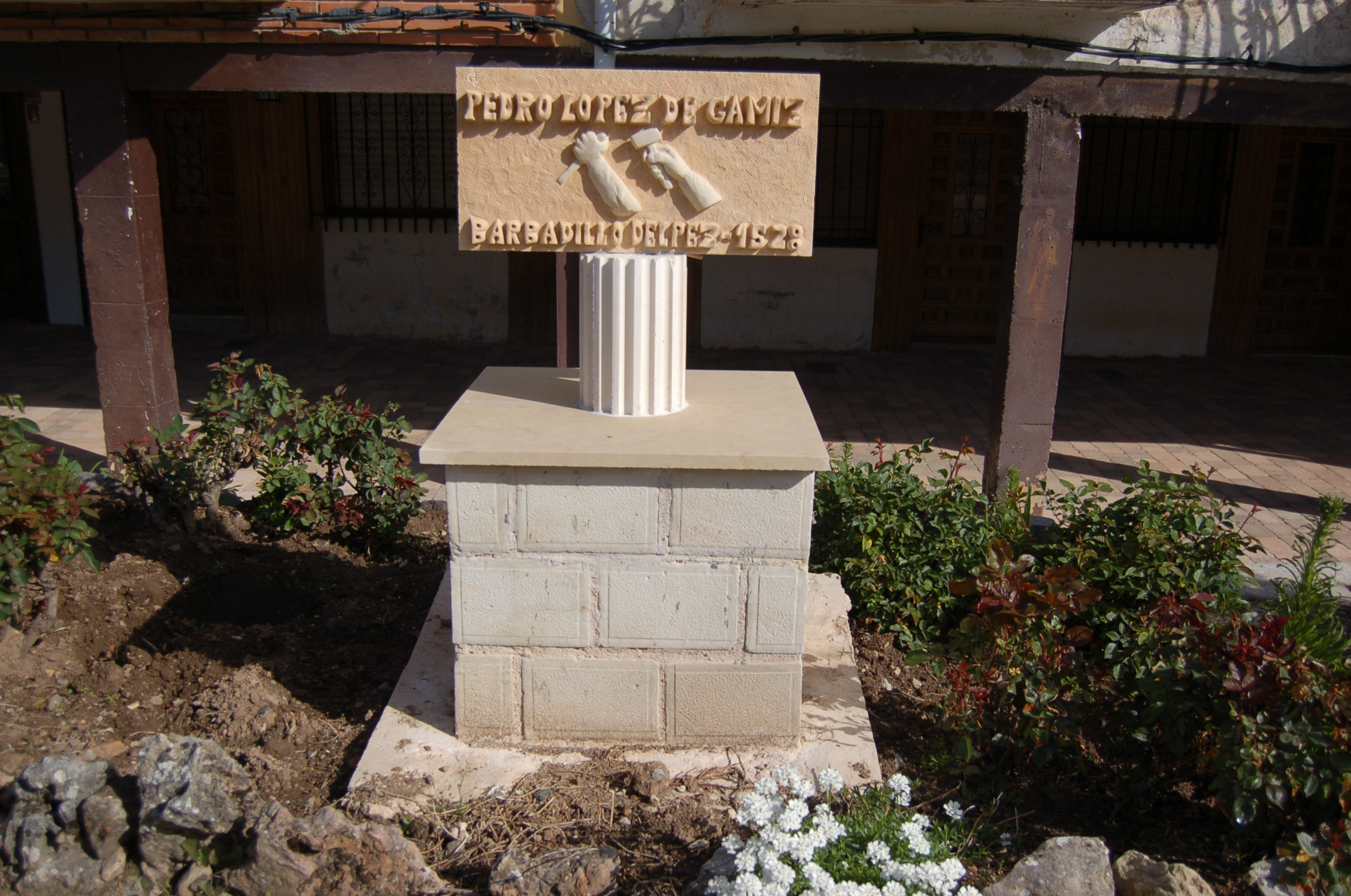
Escultura de homenaje en su pueblo natal.

Nació en el pequeño municipio burgalés de Barbadillo del Pez, aunque su familia se trasladó a Burgos siendo un bebé. En 1549 llegó a Miranda de Ebro, donde residió hasta su muerte. Allí desarrolló su profesión hasta tal punto que fue uno de los máximos exponentes de la escultura romanista en España. Su formación corrió a cargo de un taller que floreció en Miranda de Ebro a mediados del siglo XVI. Su discípulo más aventajado fue el mirandés Diego de Marquina, y entre sus colaboradores estuvieron Pedro de Arbulo, Juan de Ancheta y Juan Fernández de Vallejo. Falleció en Miranda de Ebro entre el 12 y el 14 de noviembre de 1588.
De este escultor se han editado muchos libros e incluso una colección de revistas del Instituto Municipal de la Historia de Miranda de Ebro lleva su nombre.

## Obras (selección)

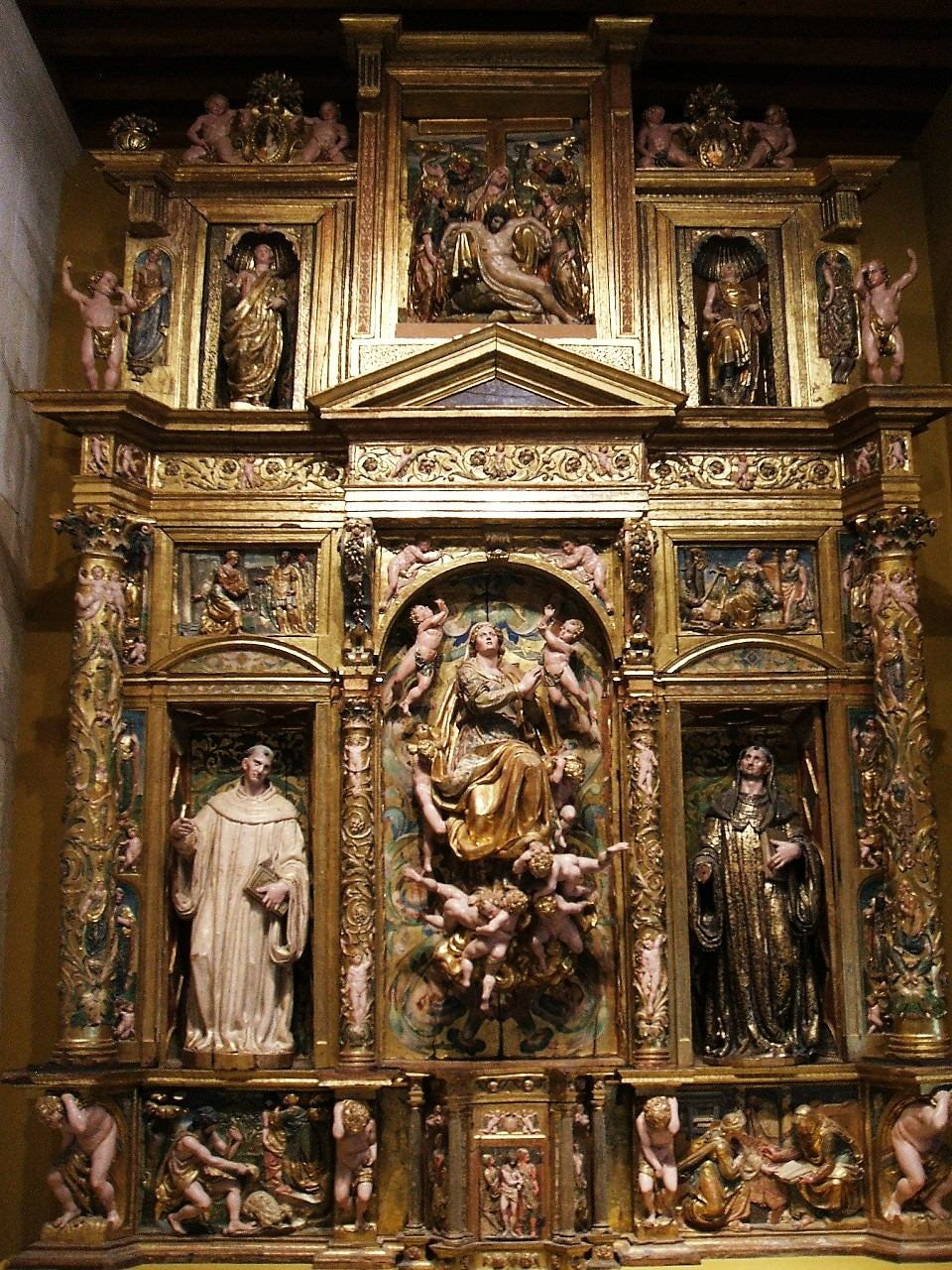
Retablo de la Asunción (Vileña)

Algunas de sus obras conservadas se encuentran en el entorno geográfico de la localidad donde se asentaba su taller, Miranda de Ebro, especialmente en la comarca burgalesa de La Bureba, Álava y La Rioja.
- Retablo de Santa Casilda. Ex- Colegiata de Santa María la Mayor (Briviesca)
- Retablo renacentista del Monasterio de Santa Clara (Briviesca)[4][5]
- Retablo mayor de San Pedro Apóstol (Ircio)
- Retablo mayor de Santa Marina de Bardauri (Miranda de Ebro)[6]
- Retablo de la Asunción del antiguo Monasterio de Santa María la Real de Vileña (hoy en el Museo de Burgos)
- Retablos de las iglesias de Estavillo y Zambrana (Álava)
- Retablo en Ezcaray (La Rioja)
- Retablo en San Martín de Losa (Burgos)

## Reconocimientos
Una publicación sobre historia de la ciudad de Miranda de Ebro usa el nombre del escultor.